# Siegfried Bing
Siegfried Bing (ur. 26 lutego 1838 w Hamburgu, zm. 6 września 1905 w Vaucresson) – niemiecko-francuski marszand, kolekcjoner i mecenas sztuki.

## Życiorys
Bing pochodził z rodziny utrzymującej się z handlu. Już jako szesnastolatek wyjechał do Francji, aby pomóc w zarządzaniu rodzinną fabryką ceramiki. W lipcu 1868 roku ożenił się ze swoją kuzynką, Johanną Baer. Ich syn Marcel Bing został wspólnikiem ojca oraz projektantem biżuterii w stylu Art Nouveau.
W 1873 roku, po śmierci swojego starszego brata Michaela, Siegfried Bing stanął na czele rodzinnego przedsiębiorstwa. Zarządzając firmą postawił na import i eksport różnego rodzaju dziełami sztuki. Nawiązywał współpracę z partnerami z całego świata i wysyłał członków rodziny jako pośredników. W samym tylko Paryżu miał kilka sklepów, w których handlował dziełami sztuki. Szczególnie skoncentrował się na skupowaniu drzeworytów japońskich. Od 1888 roku wydawał żurnal Le Japon Artistique po niemiecku, angielsku i francusku.
Zwieńczeniem zainteresowania Binga sztuką było otwarcie galerii Maison Bing, L’Art Nouveau 26 grudnia 1895 roku. Po zapłaceniu 1 franka goście galerii mogli przechadzać się po salonach urządzonych jako pokoje domowe. W swojej galerii Bing chciał dać „lokum” „nowym i młodym” artystom. L’Art Nouveau – stworzył nowe pojęcie dla wszystkiego co odcinało się od dotychczas panujących gustów artystycznych. Jednak idea Art Nouveau początkowo wywołała ostrą krytykę. Francuska prasa pisała: „Współczuto Bingowi. Uważano go za ofiarę podstępnego zamachu rewolucyjnych artystów, którzy umieli wykorzystać jego naiwność. Edmond Goncourt, jako zacny dżentelmen opanował się na wystawie, na ulicy uniósł jednak ramiona na znak obrzydzenia”. W Le Figaro krytyk Arsene Alexandre o wystawie wyraził się tak: „ (...) wszystko to pachnie angielskim zboczeniem, żydowską morfinistką i belgijskim hultajem, lub też smakowitą sałatką z tych trzech trucizn (...)”. Jednak to właśnie dzięki tej ostrej krytyce otwarcie salonu stało się prawdziwa sensacją.
Wśród artystów którzy wzięli udział w wystawie byli Francuzi, Louis Anquetin, Bernard Bonnard, Carriere, Denis, Camille Pissarro, Georges Seurat, Signac, Touluse-Lautrec i Villard, Brytyjczycy Aubrey Beardsley, Brangwyn, Walter Crane, Charles Rennie Mackintosh, James McNeill Whistler, Belgowie m.in. Henry van de Velde, Włoch Manuel Orazi, z krajów skandynawskich Anders Zorn oraz Edvard Munch i z Ameryki Tiffany. Współpracował z Van Goghiem. Najbliższymi współpracownikami Binga byli Georges de Feure, Eugene Gaillard i Eugene Collona.